# Ambrogio Donini
Ambrogio Donini (Lanzo Torinese, 8 agosto 1903 – Rignano Flaminio, 10 giugno 1991) è stato un politico e storico italiano.
Titolare della cattedra di Storia del cristianesimo dal 1926 al 1928 e dal 1946 al 1959 all'Università di Roma, dal 1960 al 1971 insegnò in quella di Bari. Marxista, ambasciatore italiano in Polonia nel 1947, fu senatore della Repubblica dal 1953 al 1963, eletto nelle liste del Partito comunista italiano, e segretario dal 1960 dell'Associazione Italia-Urss. Collaborò con la rivista Il Calendario del Popolo.

## Biografia
Ambrogio Donini nacque a Lanzo Torinese in una ricca famiglia della borghesia piemontese: il nonno materno era banchiere, quello paterno un importante commerciante mentre il padre era un militare di carriera, generale di artiglieria; il fallimento della banca ridusse tuttavia di molto il tenore economico della famiglia Donini.
Trasferitosi a Roma con la famiglia, egli avrebbe dovuto seguire, come i suoi due fratelli, le orme paterne, intraprendendo la carriera militare, ma a nove anni perse un occhio in un banale incidente di gioco. Conseguita al Liceo Tasso la maturità classica a pieni voti, si iscrisse alla Facoltà di lettere dell'Università dove, allievo di Ernesto Buonaiuti, si dedicò soprattutto allo studio della storia delle religioni: una delle prime conseguenze dei suoi studi « fu l'abbandono di ogni prassi devozionale e della stessa fede cattolica che, come figlio di una famiglia estremamente devota, avevo sino allora seguito ».
Di Buonaiuti, prete modernista e docente dal 1916 di Storia del cristianesimo nell'Ateneo romano, Donini fu « allievo in senso quasi medievale », e cioè compartecipe non solo della sua dottrina ma anche del suo stesso modo di vivere e di pensare.
(A. Donini, op. cit., p. 110.)
Donini si laureò con lui nel 1925 con una tesi su Ippolito di Roma, pubblicata quello stesso anno.
Nel 1926, su pressioni delle massime gerarchie cattoliche che avevano già sospeso a divinis e scomunicato Buonaiuti, Mussolini in persona - deciso a eliminare ogni ostacolo all'imminente accordo concordatario con il Vaticano - provvide a togliergli la cattedra per aver egli rifiutato, assieme a pochi altri docenti universitari di tutta la penisola, di pronunciare il giuramento di fedeltà al fascismo, come preteso dal regime. Alla cattedra di Buonaiuti succedette lo stesso Donini.
(A. Donini, op. cit., pp. 180-181.)
Aveva già clandestinamente aderito al Partito comunista alla fine del 1926, e la polizia del regime s'interessò molto presto a lui: ottenuta una borsa di studio da Giorgio La Piana, allora professore di Storia della Chiesa all'Università unitariana di Harvard, a Cambridge, nel Massachusetts, nel 1928 Donini lasciò l'insegnamento e l'Italia per trasferirsi negli Stati Uniti. Qui compì ricerche di lingua ebraica, siriaca e di storia del cristianesimo, ottenne il dottorato in teologia, fu lettore di letteratura italiana nella Brown University di Providence e professore d'italiano nello Smith College di Northampton. A Cambridge conobbe Olga Jahr, una cittadina ucraina emigrata negli Stati Uniti quando la sua terra era stata annessa alla Polonia, e la sposò nel 1930, avendone nel 1931 il figlio Pierluigi.
Alla fine del 1932 tornò in Europa, chiamato dal Centro estero del suo Partito, che gli affidò a Bruxelles la direzione delle «Edizioni di cultura sociale», nelle quali si presentavano traduzioni di testi marxisti, e la redazione del quotidiano antifascista « La Voce degli Italiani ». Dividendosi tra la capitale belga e Parigi, collaborò anche alla rivista teorica comunista « lo Stato Operaio » e conobbe i maggiori dirigenti comunisti, da Palmiro Togliatti a Luigi Longo, da Ruggero Grieco a Giuseppe Di Vittorio.

### In missione clandestina in Italia
La direzione del partito lo incaricò nel 1934 di prender contatto con ambienti intellettuali italiani e di distribuire materiale illegale: giunto in Italia munito di documenti falsi, incontrò a Torino l'editore Giulio Einaudi e a Parma, e poi a Bologna, il vecchio amico Cesare Magni, professore di diritto ecclesiastico in quella Università, ma « Magni apparteneva ormai a quella categoria di docenti universitari che guardano tutto attraverso le lenti accademiche e non nutrono che scarso interesse per quello che avviene intorno a loro ».
A Roma contattò un altro amico della prima gioventù, Paolo Milano, critico letterario, allora « giovane sovversivo [...] in stretto legame con studenti, artigiani e piccoli commercianti. Non appariva mai in primo piano ma la sua influenza era abbastanza grande, specie nel ristretto mondo dei perseguitati politici e dei giovani ansiosi di "fare qualcosa" ». Anche il Milano, qualche anno dopo, si allontanò dal Partito comunista, fino a diventare, nel dopoguerra, un « cinico, disabusato, patrocinatore delle cause meno serie [...] è la sorte di quegli intellettuali che si isolano dagli elementi operai con i quali avevano, più sentimentalmente che per convinzione, collaborato ».

Nell'ultima tappa della sua missione, a Milano avvicinò, al termine di una conferenza, il suo vecchio professore Buonaiuti: 
(A. Donini, op. cit., p. 30.)
Il Buonaiuti ribatté con sarcasmo e mancò l'appuntamento del giorno dopo: « evidentemente la mia presenza in veste di propagandista comunista era soltanto riuscita a impressionarlo e a gettarlo nel panico ». L'episodio fu poi narrato dallo stesso Buonaiuti in un modo che Donini giudicò « assai poco convincente ma non privo di fascino »: Buonaiuti avrebbe visto nella scelta comunista del suo allievo preferito una conferma della perdita di prestigio della gerarchia ecclesiastica che lo aveva rimosso dal suo compito di maestro dei giovani.

### A Mosca e in Spagna
Nell'aprile del 1935 si recò a Mosca con Celeste Negarville, quando si stava preparando il VII Congresso dell'Internazionale comunista che doveva riformulare la strategia politica del movimento comunista, aprendo un periodo di collaborazione con la socialdemocrazia di fronte all'affermarsi del fascismo in Italia, in Germania e, presto, in Spagna e in Portogallo. A maggio era a Parigi, per partecipare al Congresso mondiale degli scrittori per la difesa della cultura, al quale presero parte, tra gli altri, André Gide, Romain Rolland, André Breton, Louis Aragon, Robert Musil, Ėrenburg, Boris Pasternak, Bertolt Brecht, Anna Seghers, i fratelli Heinrich e Thomas Mann e, tra gli italiani, Guglielmo Ferrero e Gaetano Salvemini. A Parigi, Donini diresse la casa editrice del Partito e la « Libreria franco-italiana », e stabilì con la famiglia la sua residenza legale, così che la polizia politica italiana poté facilmente individuarlo.

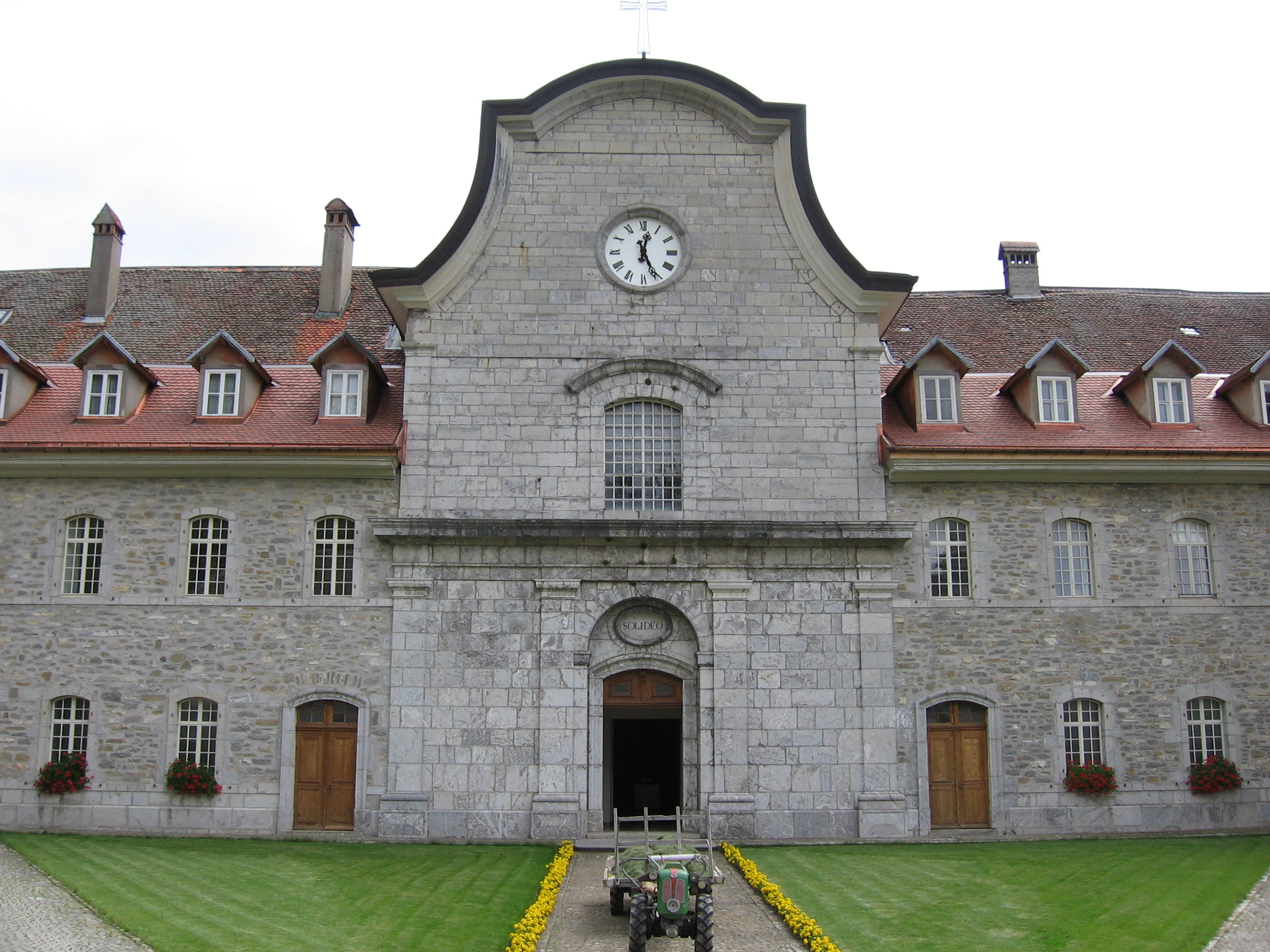
La certosa della Valsainte

Il 1936 vide l'inizio della guerra civile spagnola: Donini si trovò a Madrid e a Valencia nel giugno del 1937 per partecipare alla nuova edizione del Congresso degli scrittori e tenere alcune trasmissioni radiofoniche per l'Italia. Tornato a Parigi nell'autunno del 1937, nel 1938, dopo l'annessione dell'Austria al III Reich, ebbe un incontro segreto, insieme con due altri esponenti comunisti italiani, il cattolico Fausto Marzi Marchesi ed Emilio Sereni, nella certosa della Valsainte, in Svizzera, con monsignor Mariano Rampolla del Tindaro, nipote dell'omonimo Segretario di Stato di Leone XIII e consigliere di papa Pio XI, per valutare la possibilità di un avvicinamento della Santa Sede con l'Unione Sovietica che potesse servire da freno all'espansione nazista in Europa.
Quell'incontro non ebbe seguito né in Vaticano né ai vertici del partito, anche se il Rampolla mantenne contatti con Marzi Marchesi e nel 1944, durante l'occupazione tedesca di Roma, nascose nella sua casa armi e documenti necessari ai gruppi della Resistenza romana. La relazione dei colloqui, presentata a Giuseppe Berti, il capo del Centro estero di Parigi, fu da questi lasciata cadere e non fu nemmeno trasmessa a Togliatti.
Ne settembre del 1938 Donini fu ancora negli Stati Uniti e poi in Tunisia, per organizzare la stampa comunista fra gli emigrati italiani. A New York fu disposta la pubblicazione del settimanale «Unità del Popolo», mentre a Tunisi uscì per un anno il quotidiano « Il Giornale », diretto da Giorgio Amendola. A Barcellona, con Togliatti esaminò le prime copie, giunte da Mosca, dei Quaderni del carcere di Gramsci. Il progetto di pubblicarli in Francia svanì a causa della guerra e la pubblicazione avverrà in Italia a partire dal 1947.

### Negli Stati Uniti
Alla fine dell'anno il Centro estero comunista decise d'inviare nuovamente Donini a New York. Si trattava di combattere, in accordo con il Partito comunista degli Stati Uniti, l'influenza che il fascismo era riuscito a esercitare tra i milioni di emigrati italiani e i loro figli e nipoti, ormai divenuti cittadini americani. Nel marzo del 1939, con la moglie e il figlio Pierluigi, s'imbarcava da Le Havre per New York.

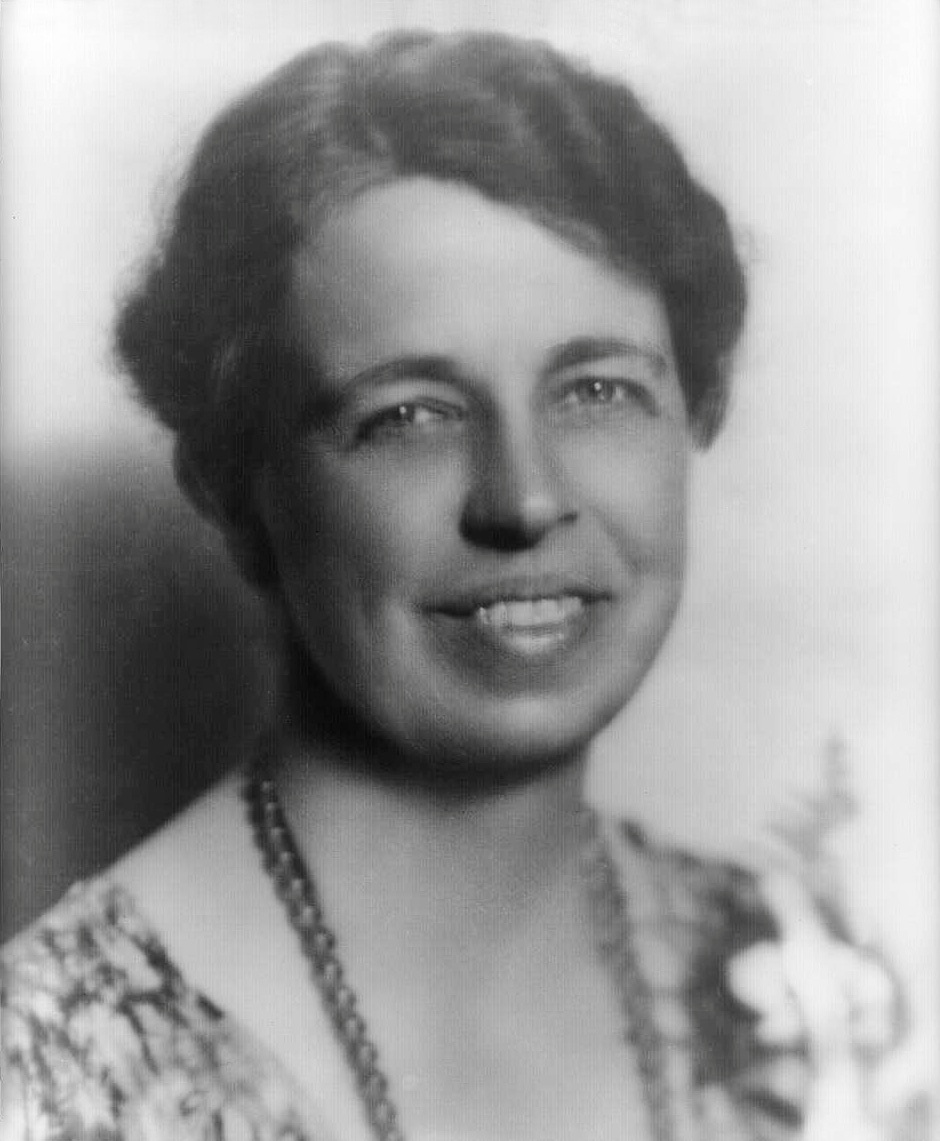
Eleanor Roosevelt nel 1933

Mentre la moglie trovò lavoro nella Biblioteca pubblica di New York, Donini collaborò con alcuni quotidiani americani. In giugno partecipò al III Congresso mondiale degli scrittori, pronunciandovi un discorso in inglese. La sua traduzione italiana, eseguita dalla « Casa italiana » della Columbia University diretta da Giuseppe Prezzolini, fu inviata all'OVRA.
La firma del trattato di non aggressione stipulato il 23 agosto tra la Germania nazista e l'Unione Sovietica comportò che i comunisti negli Stati Uniti fossero visti come possibili agenti sovietici. Poi l'attacco di Pearl Harbor, il 7 dicembre 1941, comportò che gli italiani fossero guardati come eventuali collaboratori del nemico: in questa duplice veste di comunista e italiano - benché ormai l'Unione Sovietica fosse in guerra contro l'Asse - Donini fu arrestato l'8 dicembre 1941. L'intervento della giornalista gollista Geneviève Tabouis, di Carlo Sforza e soprattutto di Eleanor Roosevelt, moglie del presidente, gli fecero ottenere, dopo due mesi di carcere, un sollecito processo, dal quale Donini uscì totalmente assolto.
Nel 1943, in seguito all'omicidio dell'anarchico Carlo Tresca avvenuto l'11 gennaio a New York, la stampa americana indicò in un primo momento in Vittorio Vidali, allora in Messico, il probabile esecutore e nel gruppo comunista newyorkese il mandante. Fu poi chiarito che la malavita di New York era responsabile dell'omicidio e il fascismo italiano il suo mandante.
Alla caduta del fascismo, il 25 luglio, gli emigrati politici ottennero di rientrare in Italia, non però i comunisti, cui il Dipartimento di Stato americano negò il visto pensando che essi potessero recare difficoltà al governo provvisorio di Badoglio. Passarono così due anni e fu necessaria una causa giudiziaria e l'escamotage della nomina di Donini e di Giuseppe Berti a funzionari del ministero degli Esteri italiano, decretata su iniziativa di Togliatti dal governo Bonomi, perché essi potessero tornare in Italia nell'ottobre del 1945.

### Il ritorno all'insegnamento
Il partito lo confermò alla direzione delle case editrici « Edizioni di cultura sociale » ed « Edizioni Rinascita » e, come altri professori allontanati dal fascismo, quali i suoi maestri Giorgio Levi Della Vida ed Ernesto Buonaiuti, Donini riottenne la libera docenza di Storia del cristianesimo all'Università di Roma. Dall'inizio del 1946 tenne lezioni su Le basi sociali del cristianesimo primitivo, raccolte in dispense da due studentesse, Ivia Serra e Franca Borrozzino, e pubblicate nel maggio successivo.
Il 20 aprile morì Buonaiuti, pubblicamente commemorato da Donini, che passava allora per suo erede spirituale, per esserne stato allievo e per il comune antifascismo. In realtà, secondo Donini « l'antifascismo di Buonaiuti si fermava alle soglie di una protesta culturale e rifuggiva da ogni intervento non solo verbale di condanna della dittatura, e da ogni collegamento con le forze politiche di sinistra, impegnate nella lotta clandestina ». Come storico del cristianesimo primitivo, Buonaiuti era convinto che « l'aggregazione religiosa in piccole comunità, strappate al controllo della chiesa e alla predicazione dei dogmi, ai quali non credeva più, e basate sulla legge dell'amore fraterno, era la risposta più adeguata all'egoismo dominante e al dispotismo dei ceti dominanti ».
Per Donini, invece, « l'elemento determinante di ogni manifestazione fideistica era l'ambiente sociale in cui le masse di credenti gettavano le loro radici e la protesta dei gruppi più sfruttati all'arroganza e al dominio economico dei ricchi e dei privilegiati. Senza saperlo, ero giunto alle soglie del materialismo storico; e lo studio dei testi di Marx, di Engels e dello stesso Lenin sulla religione mi aprirono nuove strade e nuove prospettive di lotta ».

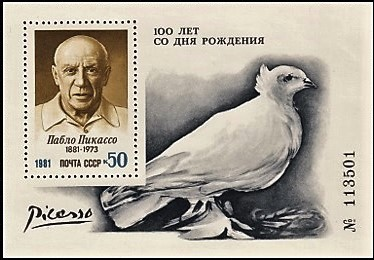
La colomba della pace di Picasso riprodotta in un francobollo del 1981

Candidato alla Costituente, non fu eletto. Togliatti lo propose come sottosegretario agli Esteri, ma la candidatura fu rifiutata da De Gasperi, che non voleva «uomini come Buonaiuti nella compagine ministeriale». Fu allora proposto come ambasciatore in Polonia, dopo le dimissioni di Eugenio Reale, e De Gasperi accettò, « lieto di poter allontanare dall'università un docente osteggiato dalle autorità ecclesiastiche ».
Il suo incarico a Varsavia durò poco più di un anno, dal marzo del 1947 all'aprile del 1948. Nel maggio del 1947 De Gasperi aveva formato un nuovo governo che escludeva i Partiti socialisti e comunisti, e Donini avrebbe già voluto rassegnare le dimissioni, ma ne fu dissuaso. Nei primi del 1948 favorì la stipula di un trattato commerciale tra l'Italia e la Polonia - autocarri FIAT in cambio di carbone polacco - e in primavera, dopo essere stato eletto membro del Comitato centrale del PCI, fu candidato al Senato per le elezioni del 18 aprile. Aver tenuto un comizio elettorale a Roma, ai primi di aprile, fornì al governo il pretesto per destituirlo dall'incarico di ambasciatore.
Donini non fu eletto e riprese l'insegnamento nell'Università di Roma. Prese anche parte attiva al movimento dei « Partigiani della pace », organizzazioni di base nate nel 1948 e sviluppatesi in molti paesi con l'obbiettivo di favorire il dialogo tra le due maggiori potenze e rendere impossibile l'impiego delle armi nucleari. Donini partecipò al convegno, tenuto in agosto a Breslavia, in Polonia, e al successivo I Congresso mondiale, tenuto a Parigi nell'aprile del 1949 sotto il simbolo della colomba della pace Archiviato il 1º giugno 2012 in Internet Archive., appositamente dipinta da Picasso.
Alla fine della guerra erano pervenuti da Mosca in Italia i Quaderni del carcere di Gramsci, e il Partito comunista, oltre a curarne la pubblicazione, decise di istituire una fondazione dedicata allo scomparso capo del Partito: nacque così a Roma nel 1950 la « Fondazione Antonio Gramsci », sotto la direzione di Donini, dal 1954 ridenominata « Fondazione Istituto Gramsci ». Nello spirito di Gramsci, fu diretta da Donini una collana di classici della letteratura, della storiografia e della scienza, edita dalla Colip a prezzi molto ridotti, l'« Universale economica », che ebbe molto successo e fu successivamente rilevata dalla Casa editrice Feltrinelli.
Donini fu anche vicedirettore, dal 1949 al 1953, di Rinascita, la più importante rivista di politica e cultura del Partito fondata e diretta da Togliatti. In questo periodo, il 13 febbraio 1953, ebbe un incontro riservato, per iniziativa dal conte Paolo Sella di Monteluce, cattolico e monarchico, con il direttore della rivista La Civiltà cattolica, il gesuita Giacomo Martegani. Questi intendeva valutare la possibilità di aperture diplomatiche tra l'Unione Sovietica e la Santa Sede e d'intese sui problemi della convivenza pacifica. Non vi fu un seguito anche perché, a giudizio di Donini, le posizioni personali di padre Martegani erano troppo innovative rispetto a quelle tenute da Pio XII, tanto che due anni dopo perdette la direzione della rivista e venne emarginato.

### L'elezione al Senato

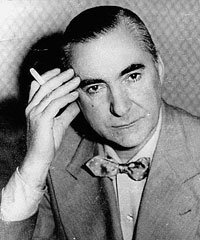
Curzio Malaparte

Nel 1953 fu nuovamente candidato al Senato nel Collegio VII di Roma alle elezioni politiche, tenute prevalentemente sul tema della « legge truffa » voluta dal governo centrista presieduto da De Gasperi, e questa volta venne Donini eletto: « il nostro sistema parlamentare costituisce senza dubbio un fatto positivo; ma il difetto è quello di tutti i tipi di governo rappresentativi borghesi, che limitano solo a un determinato periodo di anni il diritto al popolo di far sentire la propria voce [...] Deposto il voto [...] la gente semplice, il piccolo cittadino, rientra nel suo guscio subalterno e non ha più modo di controllare se e come vengono rispettati gli impegni presi e mantenute le promesse profuse a piene mani ».
Fece parte della Commissione della pubblica istruzione e belle arti, ma si occupò anche di politica estera e di finanze. A nome del suo partito intervenne il 16 febbraio 1956 contro il piano di riforma tributaria elaborato dal ministro Ezio Vanoni. Proprio al termine del suo intervento, il ministro si sentì male e morì d'infarto nel suo studio al Senato. Il drammatico episodio turbò profondamente Donini, che quella sera stessa ebbe una trombosi, che lo rese semiparalizzato per diversi mesi.

Le cariche a Porta San Paolo

Pienamente ristabilito, l'anno dopo ebbe un grave incidente d'auto che lo costrinse a una nuova, lunga convalescenza. Ricoverato in una clinica romana, si trovò nella stanza vicina a quella dove si stava spegnendo, malato di cancro, il famoso scrittore, non credente, Curzio Malaparte. Questi gli confidò di prevedere che alla sua morte i clericali avrebbero inscenato « contro la mia volontà una conversione forzata in cappella », una speculazione che fu puntualmente imbastita dal noto gesuita Virginio Rotondi, provocando molto rumore nell'opinione pubblica, e che fu denunciata da Donini in Senato. Durante la convalescenza Donini elaborò e fece pubblicare i suoi Lineamenti di storia delle religioni, e con l'indennizzo dell'assicurazione acquistò una casa di campagna a Rignano Flaminio.
Riconfermato al Senato nelle elezioni del 1958, nel 1960 promosse presso il governo l'accordo culturale tra l'Italia e l'Unione Sovietica e divenne segretario nazionale dell'Associazione Italia-URSS. In luglio vi furono in tutta Italia manifestazioni contro il governo Tambroni, con morti, feriti e centinaia di arresti. Una di queste, tenuta il 6 luglio a Porta San Paolo a Roma, alla quale partecipò Donini con altri parlamentari, fu caricata dai carabinieri: « io stesso caddi sotto le zampe di un cavallo montato dal capitano D'Inzeo e ricevetti sul capo una staffilata che mi fece saltare la protesi oculare che portavo all'occhio destro ». Il governo rassegnò le dimissioni il 19 luglio, quando Donini, a Mosca per nuove cure, assisteva al processo contro il pilota statunitense Gary Powers, protagonista del celebre caso dell'aereo spia U2.
Gli ultimi anni della III legislatura furono dedicati al progetto di riforma della scuola. Nel 1959 Donini aveva già presentato con Cesare Luporini un disegno di legge che prevedeva l'obbligatorietà della scuola statale dai sei ai quattordici anni, con corsi di studio orientati prevalentemente alle scienze e alla storia e con l'abolizione dello studio del latino, allora obbligatorio. Nell'ottobre del 1962 il parlamento approvò invece il progetto del ministro Medici, che comunque istituiva l'obbligo scolastico fino ai 14 anni.
Dal 1960 Donini insegnava storia del cristianesimo all'Università di Bari, dove la sua prolusione del 1961 fu contestata da elementi neofascisti. L'anno successivo il docente di latino contestò in Consiglio di Facoltà i meriti accademici di Donini, con una relazione recante accuse contro i suoi Lineamenti di storia delle religioni, allo scopo di ottenere l'allontanamento di Donini dall'Università. Il Consiglio gli rinnovò tuttavia all'unanimità la sua fiducia. Diversi anni dopo il professor Ugo Bianchi, docente di storia delle religioni, confessò allo stesso Donini di essere stato lui l'autore della relazione letta dall'insegnante di latino: dopo tanto tempo « voleva scaricarsi di un peso che gli gravava sulla coscienza ».

### Gli ultimi anni
Ambrogio Donini non fu rieletto al Senato nelle elezioni politiche del 1963. Nel 1968, in dissenso con la posizione del suo Partito, non condannò l'invasione della Cecoslovacchia da parte delle truppe del Patto di Varsavia. Il suo filo-sovietismo lo emarginò da un partito che si andava sempre più allontanando dall'allineamento alle politiche di Mosca, e dal 1979 Donini non ebbe più incarichi nel Partito comunista.
Lasciò l'insegnamento nel 1971, qualche anno prima della sua scadenza naturale, e si ritirò nella sua casa di Rignano Flaminio, per dedicarsi alla stesura delle sue ultime opere. Nel 1976 uscì così la Storia del cristianesimo dalle origini a Giustiniano, vincitrice del « Premio Prato », e nel 1977 l'Enciclopedia delle religioni. Ricordò ancora il suo maestro con una prefazione a un'edizione di lettere di Ernesto Buonaiuti pubblicata nel 1980, e riscrisse completamente i suoi Lineamenti di storia delle religioni del 1959 per una nuova edizione, che vide la luce nel 1984 e fu tradotta in undici lingue. Nel 1986 ripercorse la sua vita in un libro di memorie, che volle intitolare Sessant'anni di militanza comunista, pubblicato nel 1988, e rivide ancora i suoi Lineamenti di storia delle religioni, pubblicandoli con il titolo di Breve storia delle religioni nel 1991, pochi mesi prima della morte.

## Opere
- Ippolito di Roma. Polemiche teologiche e controversie disciplinari nella Chiesa di Roma del III secolo, Roma, Libreria di Cultura, 1925.
- Appunti per una storia del pensiero di Dante in rapporto al movimento gioachimita, Cambridge, Harvard University, 1930.
- Le basi sociali del cristianesimo primitivo, Roma, Edizioni dell'Ateneo, 1946.
- I manoscritti ebraici del Mar Morto e le origini del cristianesimo, Roma, Rinascita, 1957.
- Lineamenti di storia delle religioni, Roma, Editori Riuniti, 1959.
- Ernesto Buonaiuti e il modernismo, Bari, Cressati, 1961.
- Lezioni di storia del cristianesimo, vol. I: Le origini, Bari, Adriatica editrice, 1964.
- Storia del cristianesimo, dalle origini a Giustiniano, Milano, Teti Editore, 1976, 1991 3.
- Enciclopedia delle religioni, Milano, Teti Editore, 1977.
- Lineamenti di storia delle religioni, nuova edizione rifatta, Roma, Editori Riuniti, 1986.
- Sessant'anni di militanza comunista, Milano, Teti Editore, 1988.
- Breve storia delle religioni, Roma, Newton Compton, 1991.